# Harthausen (Friedberg)
Harthausen ist ein Stadtteil von Friedberg im schwäbischen Landkreis Aichach-Friedberg in Bayern. Das Kirchdorf liegt etwa fünf Kilometer östlich von Friedberg an der Paar. Der Ort hatte im Jahr 2018 rund 600 Einwohner.

## Geschichte
Ein Volmar und ein Hartlieb von „Harthvsen“ sind aus dem 12. Jahrhundert urkundlich bezeugt. Der Ortsname bedeutet Häuser am Wald.
Im Jahr 1420 wird die Einöde Malzhausen als Gut mit zwei Anwesen bei Harthausen aufgeführt, das schon 1183 als Besitz des Klosters Scheyern genannt wurde.
Gegen Ende des 19. Jahrhunderts lebten in den beiden Orten Harthausen und Malzhausen 198 Einwohner.
Am 1. Januar 1974 wurde der Hauptort der aufgelösten Gemeinde Harthausen zu Friedberg eingegliedert. Der Ortsteil Malzhausen kam zur Gemeinde Dasing.

## Baudenkmäler
Siehe auch: Liste der Baudenkmäler in Harthausen
- Katholische Kapelle St. Ursula
- Spritzenhaus (Harthausen)

## Söhne und Töchter
- Dominika Spaar (1911–2007), Generaloberin der Elisabethinerinnen